# Чулман
Чу́лман (на руски: Чульман) е селище от градски тип в Якутия, Русия. Разположено е на брега на река Чулман, на около 21 km североизточно от Нерюнгри и около 635 km югозападно от Якутск. Към 2016 г. има население от 8315 души.

## История
Селището е основано през 1926 г. във връзка с улесняването на златодобива в района на Алдан. Заселени са 19 души. Първоначално се е наричало Утьосни (на руски: Утёсный). През 1928 г. е преименувано на Чулман – по името на реката. Названието идва от евенкски език и означава „кварц“ или „бял камък“. През 1939 г. получава статут на селище от градски тип и става районен център на Тимптонски район. През 1949 г. близо до селището е образуван лагер към ГУЛАГ, който е бил проектиран да побира 4600 души. В края на 1940-те години селището става важен център за геологическите проучвания в Южна Якутия – наричат го геологическата столица на Южна Якутия. В началото на 1950-те години са открити големи залежи на въглища близо до селището – това мотивира построяването на град Нерюнгри през 1975 г. Лагерът на ГУЛАГ е закрит през 1953 г. 1957 г. вижда започването на строежа на Чулманската ТЕЦ, която до 1970 г. разполага с 5 енергоблока, с обща мощност от 60 000 kW. През 1962 г. е завършено летище. През 1963 г. Тимптонски район е слят с Алдански район, а Чулман губи статута си на районен център. Чулманската ТЕЦ е достига пълна ефективност през 1981 г.

## Население
| 1926   | 1928   | 1934   | 1943 | 1959 | 1970 | 1979   |
| ------ | ------ | ------ | ---- | ---- | ---- | ------ |
| 19     | 200    | 503    | 1650 | 6133 | 6576 | 12 875 |
| 1989   | 2002   | 2009   | 2010 | 2011 | 2012 | 2013   |
| 17 354 | 10 782 | 10 220 | 9766 | 9746 | 9549 | 9315   |
| 2014   | 2015   | 2016   |      |      |      |        |
| 9004   | 8639   | 8315   |      |      |      |        |

## Климат
Климатът в Чулман е субарктичен. Средната годишна температура е -7,7 °C, а средното количество годишни валежи е около 545 mm.
| Климатични данни за Чулман            | Климатични данни за Чулман | Климатични данни за Чулман | Климатични данни за Чулман | Климатични данни за Чулман | Климатични данни за Чулман | Климатични данни за Чулман | Климатични данни за Чулман | Климатични данни за Чулман | Климатични данни за Чулман | Климатични данни за Чулман | Климатични данни за Чулман | Климатични данни за Чулман | Климатични данни за Чулман |
| Месеци                                | яну.                       | фев.                       | март                       | апр.                       | май                        | юни                        | юли                        | авг.                       | сеп.                       | окт.                       | ное.                       | дек.                       | Годишно                    |
| Абсолютни максимални температури (°C) | −5,6                       | −1,2                       | 7,4                        | 17,6                       | 28,1                       | 34,6                       | 34,8                       | 32,5                       | 26,3                       | 17,7                       | 33,2                       | −1,8                       | 34,8                       |
| Средни максимални температури (°C)    | −28,5                      | −21,9                      | −10,7                      | 0,0                        | 10,0                       | 19,7                       | 22,7                       | 19,4                       | 10,2                       | −2,2                       | −17,7                      | −27,9                      | −2                         |
| Средни температури (°C)               | −32,7                      | −27,9                      | −17,8                      | −5,8                       | 4,3                        | 12,9                       | 16,1                       | 12,9                       | 4,5                        | −7,4                       | −22,5                      | −31,8                      | −7,7                       |
| Средни минимални температури (°C)     | −36,8                      | −33,1                      | −24,4                      | −12                        | −1,4                       | 6,1                        | 9,8                        | 7,1                        | −0,2                       | −11,9                      | −27                        | −35,7                      | −13                        |
| Абсолютни минимални температури (°C)  | −55                        | −53,8                      | −49,8                      | −37                        | −20,6                      | −6,4                       | −3,7                       | −8                         | −19,2                      | −38,7                      | −50,8                      | −57,9                      | −57,9                      |
| Средни месечни валежи (mm)            | 13,1                       | 9,7                        | 12,7                       | 25,6                       | 52,3                       | 82,5                       | 105,6                      | 96,9                       | 68,6                       | 39,0                       | 22,0                       | 16,6                       | 544,7                      |
| ------------------------------------- | -------------------------- | -------------------------- | -------------------------- | -------------------------- | -------------------------- | -------------------------- | -------------------------- | -------------------------- | -------------------------- | -------------------------- | -------------------------- | -------------------------- | -------------------------- |
| Източник: Climatebase                 |                            |                            |                            |                            |                            |                            |                            |                            |                            |                            |                            |                            |                            |

## Икономика
Селището разчита на въгледобива и експлоатацията на Чулманската ТЕЦ. Водят се геологически проучвания.

### Транспорт
Чулман разполага с голямо летище. Също така е спирка на жп линията Амур – Якутск.